# Micropus californicus
Espèce
Synonymes
- Bombycilaena californica (Fisch. & C.A.Mey.) Holub
- Gnaphalodes californica Greene
- Micropus heterophyllus Nutt.[2]

Micropus californicus (synonyme : Bombycilaena californica (Fisch. & C.A.Mey.) Holub) est une espèce de plantes à fleurs  de la famille des Asteraceae et du genre Micropus. Ces sont des plantes annuelles, originaires de la côte Pacifique de l'Amérique du Nord (Mexique, Californie et Oregon).
Cette espèce présente une variété : Micropus californicus var. angustifolius (Nutt.) Torr. & A.Gray.